# Mon oncle et mon curé
Pour l’article homonyme, voir Mon oncle et mon curé (film).

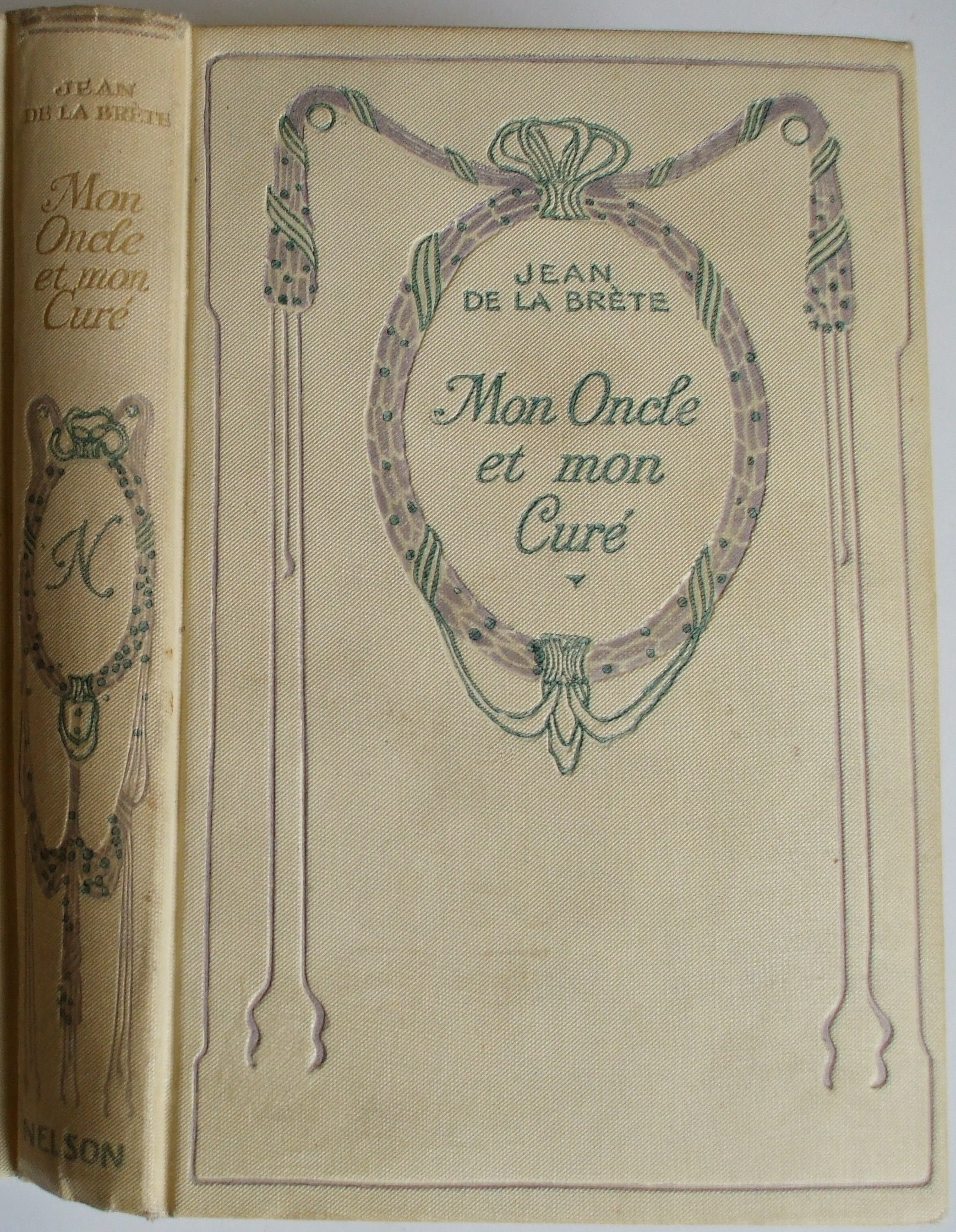
Un volume de Mon oncle et mon curé sans sa jaquette (éditions Nelson)

Mon oncle et mon curé est un roman français de Jean de La Brète, pseudonyme d'Alice Cherbonnel, paru pour la première fois en 1889 chez Madame-Plon-Nourrit et Cie, Paris.
Il a été couronné par l'Académie française (Prix Montyon) en 1889, et a connu un succès de librairie d'ampleur exceptionnelle,. Régulièrement publié jusqu'en 1977, il a été adapté au théâtre puis sur le grand écran en 1938 ainsi qu'à la télévision en 1979. Après une absence de réédition de quarante ans, le roman est réédité en 2018 ().

## L'auteur
Mon oncle et mon curé est la première œuvre d'Alice Cherbonnel, une jeune fille de province. Elle a attendu six ans avant de porter le roman chez un éditeur, poussée par des amis. Le roman est publié sous le pseudonyme masculin qu'elle s'était choisi : Jean de La Brète. « Quand on lui [Jean de La Brète] demanda comment s'était annoncé pour elle le succès, elle répondit qu'elle ne le savait pas du tout. Elle vivait retirée avec sa mère, ne recevant ni L'Argus ni Le Courrier de la Presse, et son livre passait de mains en mains, les éditions se multipliaient. » (extrait de l'introduction au roman écrite par l'auteur Lucie Félix-Faure-Goyau (1866-1920), fille du Président de la République Félix Faure).

## Le roman
Dans son introduction au roman, Lucie Félix-Faure-Goyau écrit : « Ce joli roman est une fleur de France. Un reflet de notre soleil luit dans l’éclat de sa fine gaîté. » De fait, Mon oncle et mon curé n'entre pas dans la catégorie des romans à l'eau de rose. Cette œuvre sans prétention qui relate d'une plume légère une histoire simple et fraîche, regorge de joutes oratoires, de traits d'esprit et d'humour spirituel par le biais du personnage de Reine. La modernité du style du récit achève d'expliquer la longévité de son succès.
Mon oncle et mon curé a été traduit en anglais (My uncle and the Cure), en espagnol (Mi párroco y mi tío), en néerlandais (Mijn Oom En Mijn Pastoor) et en allemand (Ein Mädchen von Sechzehn).

## Résumé
Au Buisson, nom de la propriété de campagne de son défunt oncle, vit Reine de Lavalle, une orpheline de seize ans. Jolie jeune fille de bonne famille pétillante et espiègle, elle a été élevée par Mme de Lavalle, une tante par alliance despotique qui la garde intentionnellement dans le plus grand isolement. Son seul et unique ami est le vieux curé de la paroisse, qui est également son précepteur et son conseiller, et qui aime Reine comme sa propre fille.
Un orage fait venir au Buisson un cousin non connu de Reine, Paul de Comprat, venu s'abriter de la pluie. Reine s'éprend aussitôt du jeune homme. Paul reparti le soir même, la jeune fille prend conscience de son isolement et se rebiffe pour la première fois face aux vilenies de sa tante. Celle-ci tombe bientôt gravement malade et est emportée en quelques semaines. Reine part alors vivre au Pavol, le château de son autre oncle, M. de Pavol, lequel s'avère être un homme bon et affectueux. Elle y rencontre la fille de celui-ci, Blanche, vingt ans, surnommée Junon du fait de sa grande beauté. Paul de Comprat rend fréquemment visite à ses cousins du Pavol. À son grand désespoir, Reine s'aperçoit vite que le jeune homme ne partage pas ses sentiments. Elle surprend une conversation qui lui apprend que Blanche et Paul vont se fiancer…

## Commentaires
« Le roman de Jean de la Brète, pseudonyme masculin que trahissent des qualités toutes féminines de finesse et de délicatesse, a été l'un des gros succès littéraires de notre génération : 160 éditions ont été enlevées en quelques années, phénomène unique peut-être dans les annales de la librairie française. Ce triomphe est d'autant plus remarquable qu'on ne saurait l'attribuer à aucun mérite adventice, à aucun hasard de fortune. Le livre a fait son chemin tout seul et s’est imposé par ses seules qualités intrinsèques. Le roman ne contint aucune scène "réaliste", aucune aventure "passionnelle", aucun élément sensationnel, aucune ficelle de mélodrame. C'est une histoire d'amour toute simple, toute unie, mais cette histoire est contée avec une telle justesse d'analyse, avec un tel charme de style, avec une naïveté si raffinée et une candeur si subtile qu'elle a d'emblée conquis le public. Elle a gardé sa place - une place sûre et discrète - dans toutes les bibliothèques familiales. »

 (commentaire figurant aux pages 9 et 10 du catalogue des titres parus dans la collection Nelson, catalogue présent dans le roman Miss Rovel de Victor Cherbuliez, collection Nelson, édition de 1921).

## Adaptations
à la télévision
- 1979 : Les Amours de la Belle Époque : épisode : Mon oncle et mon curé, réalisé par Jean Pignol, avec Véronique Leblanc, Georges Caudron, Jean-Marie Proslier et Alfred Adam (Mon oncle et mon curé sur IMDd).

au cinéma
- 1938 : Mon oncle et mon curé, film français de Pierre Caron avec André Lefaur, Annie France, Paul Cambo et René Génin.

au théâtre
- 1935 : Mon oncle et mon curé, comédie française en trois actes de Lucien Dabril, d'après le roman de Jean de La Brète. Paris, Cercle les Jeunes des Ternes, 30 avril 1935.

## Éditions
(liste non exhaustive)
Mon oncle et mon curé - Lire en ligne sur la Bibliothèque électronique du Québec ou sur Gallica
- 2018 : Éditeur : Rose de la Fontaine, collection : « Livre à lire absolument » ; broché, 226 p.  (ISBN 978-83-7791-966-8) .
- 1977 : Tallandier, Collection Nostalgie ; 253 p.  (ISBN 2235000541).
- 1959 : Éditions Plon, collection : Vérités du cœur ; In-12. Broché. 250 p.
- 1953 : Éditions Hachette Jeunesse, collection : Idéal-Bibliothèque. Illustré par Albert Chazelle. Abrégé. In-8 relié. 191 p.
- 1950 : Éditions Nelson, Collection : Grands Récits Illustrés. Préface de Lucie Félix-Faure-Goyau. Illustrations de A. de Parys. Relié. 203 p.
- 1941 : Nouvelle Bibliothèque Plon, Paris. In-16 souple.
- 1935 : Éditions Nelson, collection Grands Récits illustrés. Introduction par Lucie Félix-Faure-Goyau. Illustrations de A. de Parys. Cartonné, 206 p.
- 1925 : Éditions Plon-Nourrit, collection : « Bibliothèque Plon » no 120, 215 p.
- 1910 : Éditions Nelson, Collection : Bibliothèque Nelson no 6. Relié. 280 p. Réédition en 1931.
- 1924 : Éditions Plon, collection : « Bibliothèque reliée Plon ». Relié. 215 p.
- 1889 : Éditions Plon, Nourrit et Cie, Paris. Illustré par Ernest Vulliemin. In-8. 251 p.[7]

## Prix et récompenses
- Prix de l'Académie française (Prix Montyon) en 1889 pour Mon oncle et mon curé[1],[2].

## Sources
- Introduction de Lucie Félix-Faure-Goyau de l'édition de la collection Nelson.
- Biographie succincte de Jean de La Brète